# Fabiani-Brücke
Die Fabiani-Brücke ist eine 2012 eröffnete, offene zweistöckige Brücke über den Fluss Ljubljanica in Ljubljana, der Hauptstadt Sloweniens. Sie verbindet auf der Höhe des Universitätsklinikums im Zentrum von Ljubljana die Njegoševa- und die Roška-Straße und vervollständigt so den Inneren Ring von Ljubljana. Die Brücke ist nach dem Architekten Max Fabiani (1865–1962) benannt, der den Raumplan von Laibach nach dem Erdbeben von 1895 entwarf.